# ماریتا کاماچو کیرس
ماریتا کاماچو کیرس (انگلیسی: Marita Camacho Quirós؛ زادهٔ ۱۰ مارس ۱۹۱۱ (سن ۱۱۴ سال، ۱۰۷ روز) سیاستمدار و بانوی اول کاستاریکا از سال ۱۹۶۲ تا ۱۹۶۶ در دوران ریاست‌جمهوری همسرش، فرانسیسکو اورلیچ بولمارسیچ بود. وی در زمان مرگش پیرترین زنده کاستاریکا و پیرترین بانوی اول پیشین جهان به‌شمار می‌رفت.

## مرگ
کاماچو کیرس در ۲۰ ژوئن ۲۰۲۵، در سن ۱۱۴ سال و ۱۰۲ روز درگذشت. پس از مرگ او، فرانکا پیلا از ایتالیا در سن ۱۰۴ سالگی به مسن‌ترین بانوی اول سابق زنده جهان تبدیل شد. قبل از او همسرش در ۲۹ اکتبر ۱۹۶۹ درگذشت.